# Luna 5
Luna 5 (rusky Луна-5) byla další sovětskou sondou „druhé generace“ z programu Luna, která měla měkce přistát na Měsíci. V evidenci COSPAR dostala označení 1965-036A. Mise nebyla úspěšná.

## Popis sondy
Oproti sondám první generace (Luna 1-3) byl tento E typ vybaven systémy na korekce a snížení rychlosti letu. Vlastní hmotnost byla 1476 kg. Byla obdobně tříose stabilizovaná, její hlavní částí byla kulová nádrž s okysličovadlem, na ní byla palivová nádrž. Sonda měla namontované pouzdro s nafukovacím ochranným krytem a raketový motor. I tuto sondu vyrobilo konstrukční středisko OKB-1, dnešní RKK Eněrgija.

## Průběh letu

### Po startu
Oproti předchozí Luně 4 letěla o dva roky později, jen měsíc po neúspěšném startu s předchozím exemplářem rakety i sondy. Start nosné rakety Molnija-M se sondou byl ráno 9. května 1965 z kosmodromu Bajkonur. Nejprve byla vynesena na nízkou oběžnou (parkovací) dráhu Země, pak pokračovala dál.

### Závěrečná fáze
Večer druhého dne letu ve vzdálenosti 260 000 km od Země byla provedena korekce letu. Dne 12. května 1965 sonda tvrdě dopadla v jižní části Moře oblaků (Mare Nubium), aniž by byl splněn záměr měkkého přistání a odeslání fotografií. Nefungoval brzdicí raketový motor.